# Gerhard Gleich
Gerhard Gleich (* 23. října 1941, Praha) je umělec a profesor vídeňské Akademie der bildenden Künste.
Vlastním jménem Gerhard Feest, používající příjmení své druhé ženy, která se jmenuje Joanna Gleich. Byl žákem Alberta Parise Gütersloha a mezi lety 1972 až 1997 asistentem vídeňského malíře a profesora Wolfganga Hollegha.